# Thạnh Yên
Thạnh Yên là một xã thuộc huyện U Minh Thượng, tỉnh Kiên Giang, Việt Nam.

## Địa lý
Xã Thạnh Yên nằm ở phía bắc huyện U Minh Thượng, có vị trí địa lý:
- Phía đông giáp xã Hòa Chánh và xã Vĩnh Hòa
- Phía tây giáp xã Thạnh Yên A
- Phía nam giáp xã An Minh Bắc
- Phía bắc giáp huyện Gò Quao.

Thị trấn Thạnh Yên có diện tích 38,31 km², dân số năm 2020 là 9.752 người, mật độ dân số đạt 255 người/km².

## Hành chính
Xã Thạnh Yên được chia thành 8 ấp: Bờ Dừa, Can Ngọn, Can Ngọn A, Cạn Vàm, Cạn Vàm A, Đặng Văn Do, Xẻo Kè, Xẻo Kè A.

## Lịch sử
Trước đây, xã Thạnh Yên thuộc huyện An Biên.
Ngày 17 tháng 2 năm 1979, Hội đồng Chính phủ ban hành Quyết định 50-CP về việc chia xã Đông Yên thành 4 xã lấy tên là xã Hưng Yên, xã Đông Yên, xã Thạnh Yên và xã Vĩnh Yên.
Ngày 8 tháng 1 năm 2004, Chính phủ ban hành Nghị định số 11/2004/NĐ-CP về việc thành lập xã Thạnh Yên A trên cơ sở 2.388,90 ha diện tích tự nhiên và 7.359 người của xã Thạnh Yên.
Sau khi thành lập xã Thạnh Yên A, xã Thạnh Yên còn lại 3.007,90 ha diện tích tự nhiên và 9.969 nhân khẩu.
Ngày 6 tháng 4 năm 2007, Chính phủ ban hành Nghị định 58/2007/NĐ-CP về việc chuyển toàn bộ diện tích tự nhiên và người của xã Thạnh Yên thuộc huyện An Biên về huyện U Minh Thượng mới thành lập quản lý.